# Longshan (Zhangqiu)
Longshan (chiń. 龙山街道; pinyin Lóngshān Jiēdào) – osiedle w mieście Zhangqiu we wschodnich Chinach, w prowincji Szantung. Liczy ok. 61 000 mieszkańców.
W 1930 roku odkryto w Longshan pozostałości neolitycznej kultury o tej samej nazwie.